# Bouraevei
Bouraevei ist eine osttimoresische Aldeia im Suco Vatuvou (Verwaltungsamt Maubara, Gemeinde Liquiçá). 2015 lebten in der Aldeia 237 Menschen.

## Geographie
Bouraevei liegt im Südwesten des Sucos Vatuvou. Nordwestlich liegt die Aldeia Lissalara, nördlich die Aldeia Samanaru, östlich die Aldeias Raeme und Lissa-Ico und südlich die Aldeia Manuquibia. Im Westen grenzt Bouraevei an den Suco Maubaralissa. Straßen führen durch den Westen und Norden von Bouraevei. An der Straße im Westen liegen die Ortschaften Bouraevei und Melabua. Weitere kleine Siedlungen befinden sich im Nordosten der Aldeia.

## Politik
2023 wurde Luis de F. Sanches zum Chefe de Aldeia gewählt.